# Namen-Jesu-Kirche (Oberdischingen)

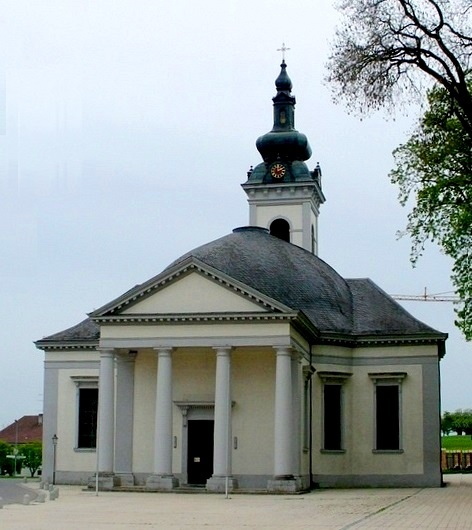
Namen-Jesu-Kirche in Oberdischingen

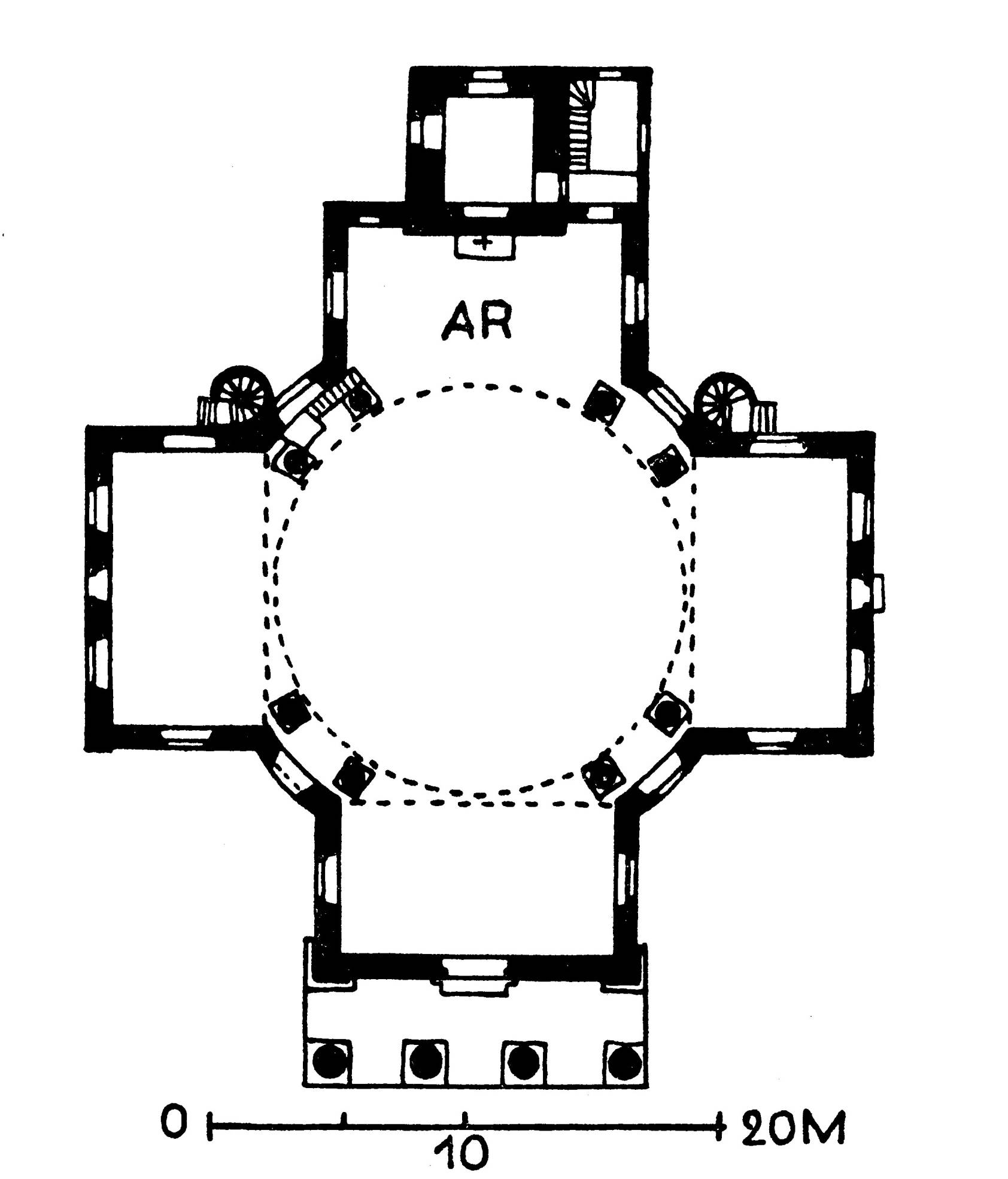
Grundriss

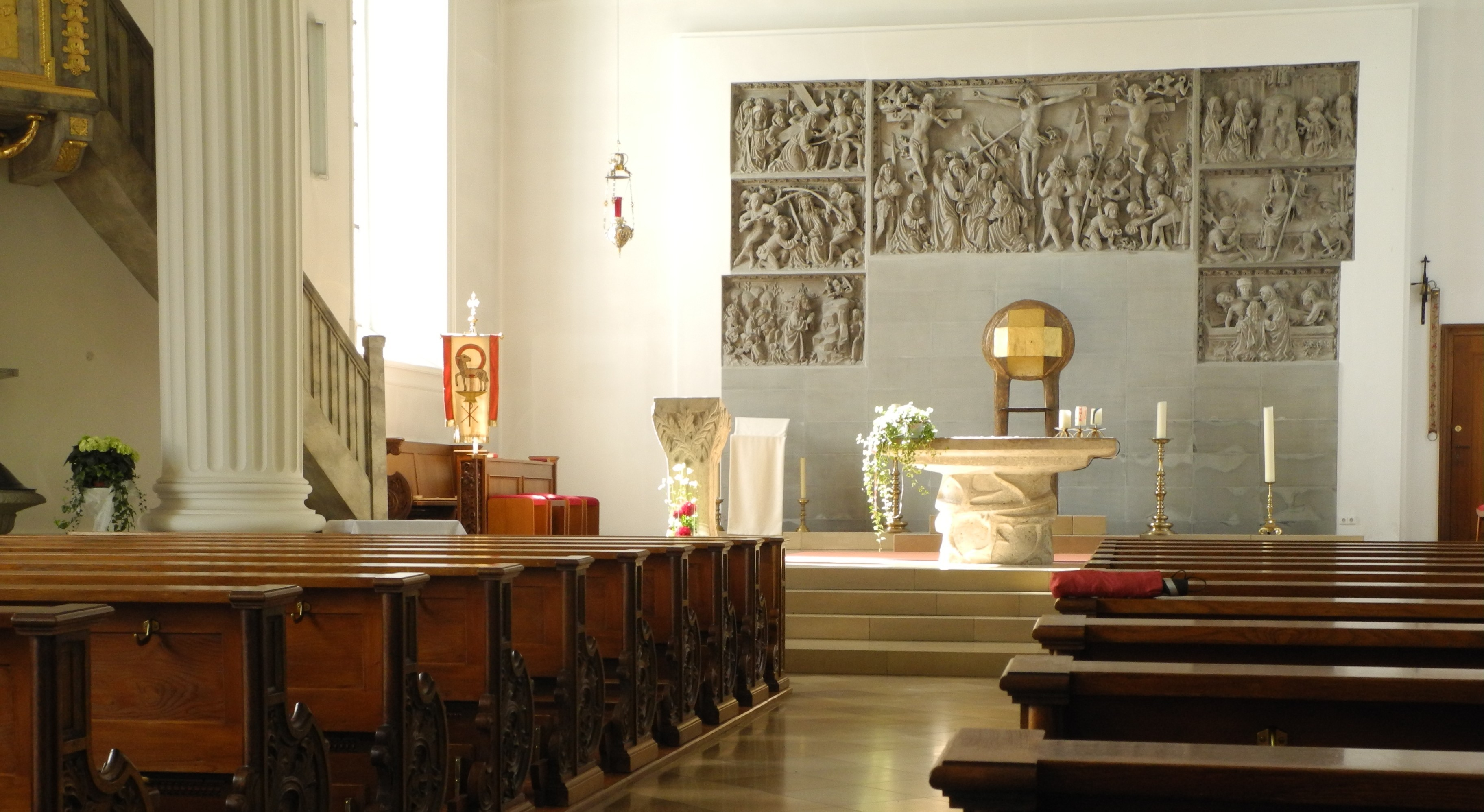
Altarraum

Die römisch-katholische Pfarrkirche Zum heiligsten Namen Jesu ist ein klassizistischer Zentralbau in Oberdischingen im Alb-Donau-Kreis in Baden-Württemberg. Sie gehört zum Pfarrbereich Oberdischingen in der Seelsorgeeinheit Donau-Riß des Bistums Rottenburg-Stuttgart und wird wegen der ungewöhnlichen Architektur Schwäbisches Pantheon genannt.

## Geschichte und Architektur
Die Gestalt der Kirche wird als Teil der planmäßigen Umgestaltung des Dorfes zur Residenz durch Franz Ludwig Schenk von Castell verständlich. 1770 wurde der Neubau von Nikolaus Friedrich von Thouret geplant. Die Grundsteinlegung erfolgte 1800, der Innenausbau wurde von Baurat Bühler in den Jahren 1828–1832 vorgenommen, die Kirchweihe war 1835. Der Turm wurde erst 1892/1893 durch den Oberamtsbaumeister Buck erbaut. Renovierungen erfolgten in den Jahren 1907–1912 und 1967/1968.
Außen sind auf der Nordseite ein toskanischer Säulenportikus mit Tempelgiebel, auf der Südseite der neubarocke Glockenturm vorgelagert. Im Innern erweist sich die Kirche als eine mit einer halbkugelförmigen Kuppel überwölbte Rotunde nach dem Vorbild des Pantheons mit vier ionischen Säulenpaaren, die im Mittelpunkt einem griechischen Kreuz einbeschrieben ist. Durch die spätklassizistische Umgestaltung ist die ursprüngliche Raumwirkung nur noch annähernd vorstellbar.
Der zentrale Kuppelraum war ehemals von einer umlaufenden Empore umgeben, welche die Kreisform des zentralen Gebälks wiederholte, das scheinbar auf den Säulen ruht. Die kuppelgedeckte Rotunde in der Mitte war demnach von einer helleren Folge von zweigeschossigen Anräumen umgeben, deren südliche vier der ehemals 14 Fenster später vermauert wurden. Im Zentrum unter der heute verschlossenen Kreisöffnung sollte ursprünglich der Hochaltar aufgestellt werden; dieser Plan wurde jedoch bereits beim Innenausbau als unpraktikabel verworfen. Der Kuppelraum ist heute offen zu den hellen Kreuzarmen und ist durch die Ausrichtung auf den Hochaltar im Süden, die übrige Ausstattung und die große, niedriger angebrachte Orgelempore in seinem zentralisierenden Charakter beeinträchtigt. Die kannelierten ionischen Säulen werden demgegenüber stärker betont.

## Ausstattung
Die ursprünglich rein weiße Fassung des schmucklosen Raums wurde 1897–1911 durch die Vergoldung der Kapitelle und durch die Umgestaltung des Abschlusses als Kassettenkuppel bereichert, damals wurden auch Kanzel und Chororgel in neoklassizistischer Gestaltung zwischen die seitlichen Säulen des Chorraums eingebaut. Die spätklassizistischen Seitenaltäre mit Bildern des Heiligen Joseph und der Madonna in nazarenischem Stil wurden an die  Südwände der Querarme versetzt. Das ehemalige Bild des Hochaltars mit einer Herz-Jesu-Darstellung ist heute im Ostarm untergebracht und steht gegenüber dem Wappenstein des Reichsgrafen Franz Ludwig Schenk von Castell von 1800.
Mehrere Reliefs aus Stein gehörten ursprünglich zum Lettner der Kirche von Kloster Blaubeuren. Die stark hinterschnittenen, auf Untersicht berechneten Reliefs stellen die Kreuzigung und weitere Szenen aus dem Leben Jesu dar und wurden 1501 von Meister Anton geschaffen. Der Taufstein ist barocken Ursprungs und mit einer Buckelkuppa ausgestattet. Eine sitzende Herz-Mariä-Madonna mit einer den Kontrapost betonenden Haltung von 1735 wird Dominikus Hermenegild Herberger zugeschrieben und präsentiert das Christkind und das Herz.
Die Orgel ist ein Werk der Firma Späth Orgelbau aus dem Jahr 1974 mit 30 Registern auf drei Manualen und Pedal, die im Jahr 2010 durch Eduard Wiedenmann überholt wurde.